# Нагляк Яків
Нагляк Яків (1889, м.Стрий — 11 вересня 1959, м. Винники) — доктор,старшина австрійської армії під час Першої світової війни, січовий стрілець.

## Біографія
У студентські роки активно бере участь у культурно-національному житті Галичини. Українсько-польська війна  застала його у Відні. Тут він працював у гарнізонному шпиталі. Одержавши вістку про Листопадеві події на Батьківщині, швидко повертається у Галичину і зголошується на службу в УГА. Бере  участь у визвольної боротьбі українців. Воював у Галичині і Надніпрянщині.Під час епідемій в Україні він не знав, що таке відпочинок, намагаючись завжди допомогти хворим товаришам, незважаючи на небезпеку для власного здоров'я. З останніми частинами Армії УНР 1920 року повернувся у Галичину.
З Галичини відбуває до Відня, де практикує на лікарській ниві. Набувши великого досвіду, повертається на батьківщину і відкриває у 1925 році лікарську консультацію у Винниках. Українці Винник в цей час, після смерті лікаря Івана Липи,потребували лікаря-українця. Яків Нагляк виявився гідним наступником свого видатного попередника. Лікарська практика у Відні дала свої результати і Яків Нагляк швидко здобув собі славу знаменитого лікаря, незважаючи на велику конкуренцію з боку трьох місцевих лікарів-поляків. Яків Нагляк завжди безоплатно надавав лікарську допомогу бідним винниківчанам (не тільки не брав грошей, але ще давав їм гроші на ліки).
У Винниках працював в українських торговельному (головою Надвірної ради) і кредитовому кооперативах, дбав про їх розвитку. Торговельний кооператив був найбільшим у місті,мав у своєму розпорядженні три крамниці. Яків Нагляк брав на роботу лише українців, польська влада завжди намагалася перешкоджати роботі українських кооперативів і товариств. Українські міщани вибрали його членом Міської ради і доручили йому керувати господарським майном. Разом з однодумцями-патріотами придбав площу для українського спортового товариства «Дніпро», і сам брав в ньому активну участь. За радянської влади органи КДБ його весь час переслідували, позбавили навіть власного будинку. В останні роки він працював у міській поліклініці рентгенологом. Яків Нагляк був дуже ерудованою людиною, розбирався добре в історії і літературі, знав кілька іноземних мов.
Помер 11 вересня 1959 року у Винниках. Похоронна процесія  перетворився в маніфестацію вдячності винниківчан. попри те, що органи КДБ пильно стежили за похороном. Під час похорону на Винниківському цвинтарі було кілька священиків та тисячі галичан.

## Вшанування пам'яті
У місті Винниках є вулиця названа на честь Якова Нагляка.